# Huernia mccoyi
Huernia mccoyi är en oleanderväxtart som beskrevs av Plowes. Huernia mccoyi ingår i släktet Huernia och familjen oleanderväxter. Inga underarter finns listade i Catalogue of Life.